# ألفارو فيغا
ألفارو فيغا (بالإسبانية: Álvaro Vega) (15 مارس 1991 ولبة إسبانيا - ) هو لاعب كرة قدم إسباني يلعب كمدافع.

## روابط خارجية
- ألفارو فيغا على موقع قاعدة بيانات كرة القدم.إي يو (الإنجليزية)
- ألفارو فيغا على موقع Soccerway.com (الإنجليزية)
- ألفارو فيغا على موقع AS.com (الإسبانية)